# Frauenfeld
Frauenfeld es una ciudad y comuna suiza, capital del cantón de Turgovia y del distrito de Frauenfeld. Limita al norte con las comunas de Uesslingen-Buch y Warth-Weiningen, al este con Felben-Wellhausen y Thundorf, al sur con Matzingen, Aadorf, Hagenbuch (ZH) y Bertschikon (ZH), y al oeste con Gachnang y Ellikon an der Thur (ZH).

## Historia

### Edad Media

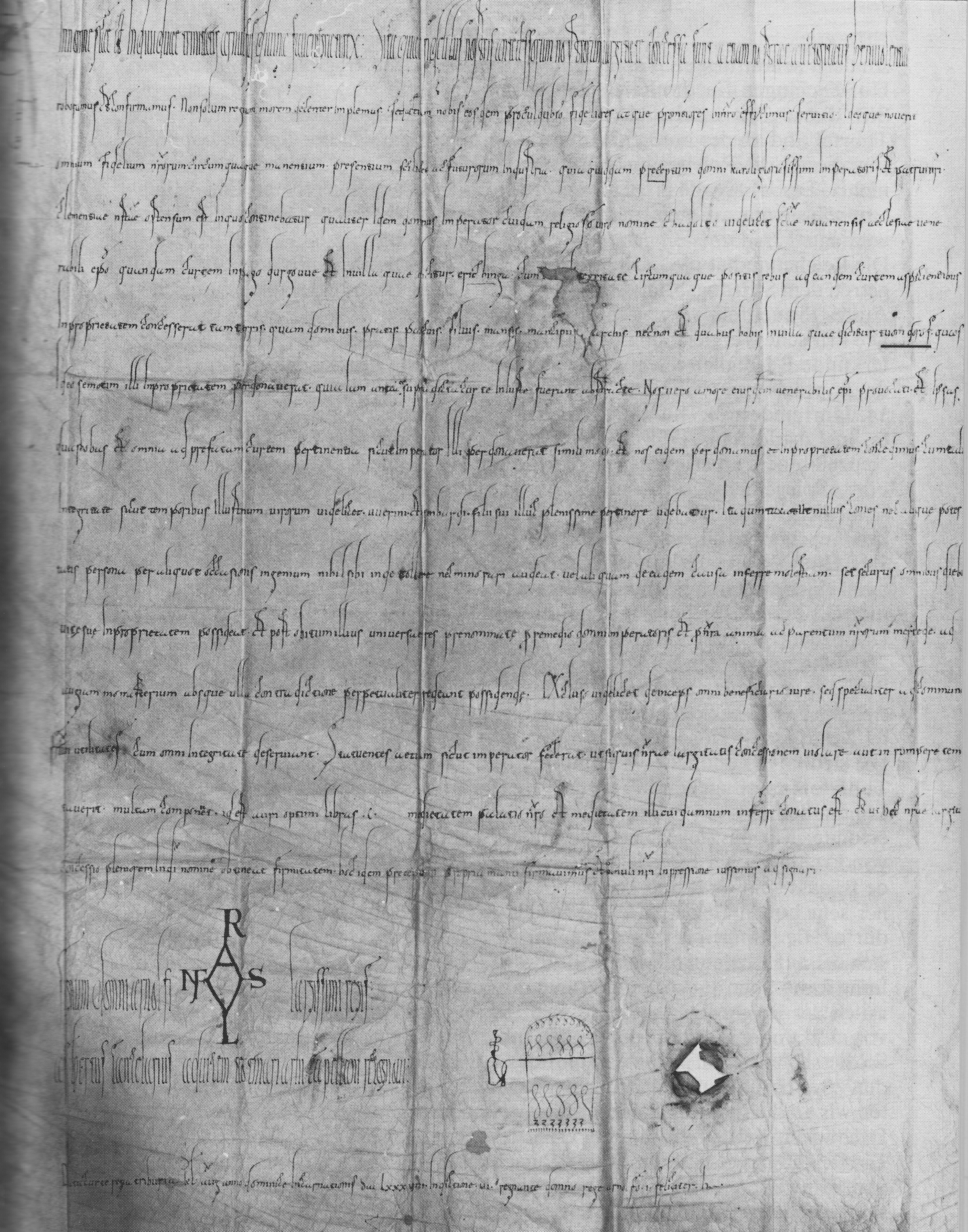
Documento firmado por Arnulfo de Carintia, con fecha de 888, pero posiblemente del siglo XI o XII, que otorga la granja de Erchingen a la Abadía de Reichenau.

Los primeros vestigios del asentamiento humano son varias tumbas de la era de La Tène al este de Langdorf. El camino romano de Oberwinterthur (Vitudurum) a Pfyn recorrió lo que ahora es el Allmend en Frauenfeld. Dos villas romanas fueron descubiertas en Thalbach y Oberkirch. La villa parece haberse convertido en el punto focal del posterior asentamiento de Oberkirch. Sobre las ruinas de la villa, se construyó un cementerio de la Edad Media, y en el siglo IX se construyó la iglesia de Oberkirch. Tal vez como resultado de una donación real en el siglo IX, o más probablemente de una donación en el siglo XIII, el área alrededor de Frauenfeld pertenecía a la Dinghof (una granja señorial de una iglesia o monasterio) de Erching. Erching tenía una casa señorial, doce casas, al menos un molino, y probablemente también una iglesia en Oberkirch. En el siglo XIII, Erching formó un complejo de granja señorial independiente y fue ocupado por un Habsburgo Vogt después de 1270. A partir de finales del siglo XII, una aldea creció en los alrededores de Erching y otra creció alrededor de la iglesia en Oberkirch.
A finales de la década de 1220, se construyó una torre fortificada con un molino y una capilla y un tercer pueblo comenzó a crecer alrededor del castillo. Este pueblo, que se convertiría en Frauenfeld, creció gradualmente en tierras propiedad de la Abadía Reichenau. La torre fortificada original se convirtió en el castillo de Frauenfeld.

### Fundación de Frauenfeld

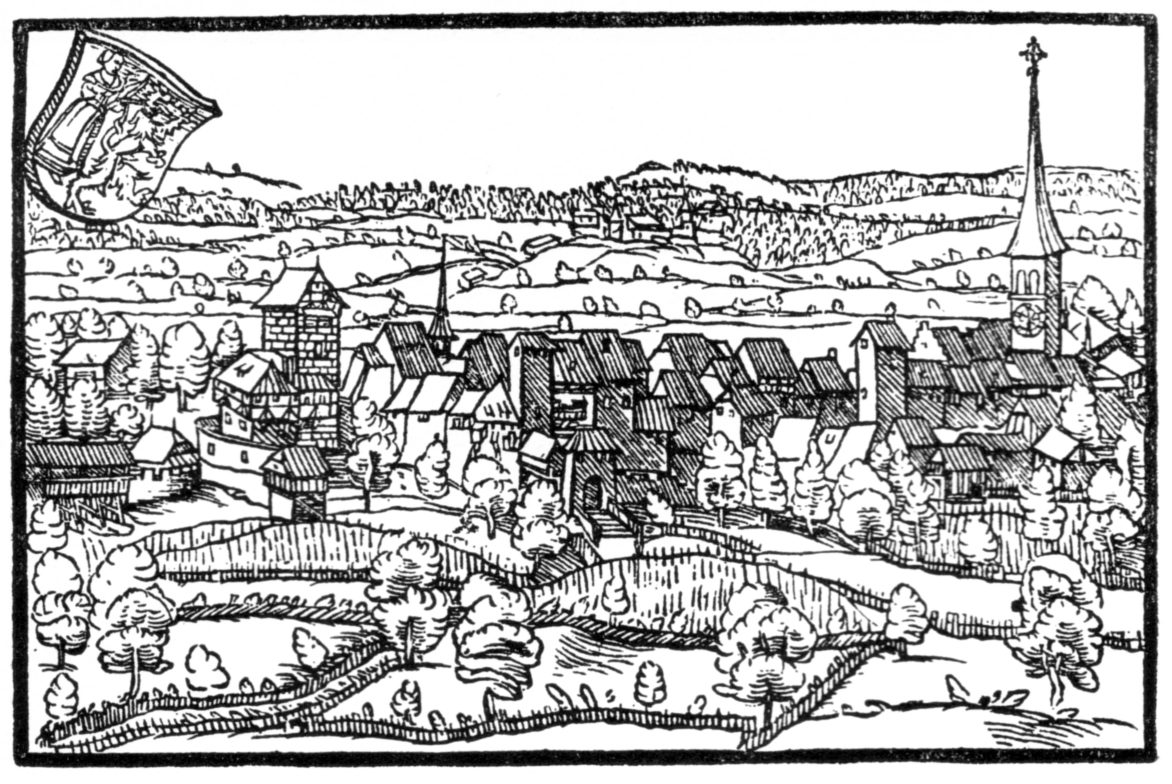
Frauenfeld en 1548

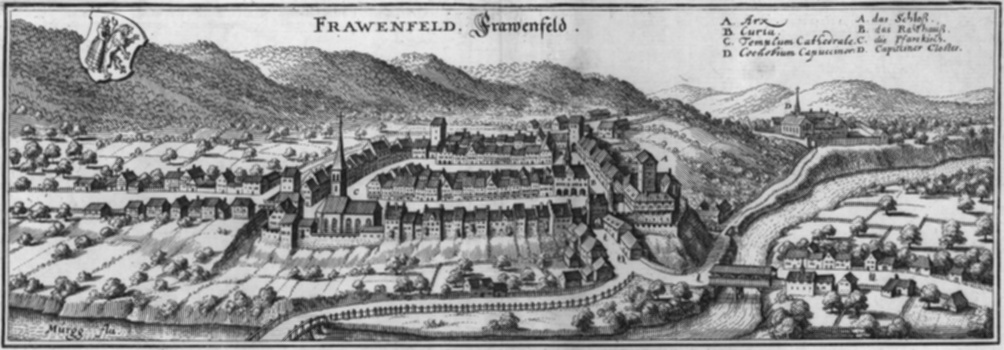
Frauenfeld en 1654, Del topographie Suiza Rhaetiae y Valesiae.

Frauenfeld se menciona por primera vez en 1246 como Vrowinvelt, aunque creció lentamente durante el segundo tercio del siglo XIII. El pueblo estaba habitado por la familia de caballeros de Hörigen (que se aliaron con Reichnau) y varias otras familias de caballeros que se aliaron con las familias de los Habsburgo y Kyburg. En 1246 un caballero con el apellido/título zum Kyburger Umfeld es mencionado por primera vez en Frauenfeld. En las siguientes tres décadas, varios caballeros que vinieron de las tierras de Kyburg, adoptaron el nombre de von Frauenfeld. No está claro si los habitantes del castillo de Frauenfeld eran simplemente los dueños aristocráticos de las casas en Frauenfeld o el administrador de la administración de Frauenfeld.
En 1286 Frauenfeld se menciona por primera vez como una ciudad. Al menos en esa fecha, se había integrado en los territorios de Habsburgo. La torre estuvo durante mucho tiempo en manos de los Caballeros de Frauenfeld-Wiesendangen. Los antecedentes políticos, sociales y económicos de convertirse en una ciudad antes de 1286 no están claros: las relaciones de los primeros gobernadores de Frauenfeld con los Kyburg y los Habsburgo no están claras. Los Kyburgs no tenían derechos soberanos en Frauenfled. Por lo tanto, es incierto si la ciudad fue fundada por los Kyburg en realidad con la aprobación tácita de Reichenau, como se creía anteriormente. También es concebible que el castillo y tal vez un pueblo más pequeño circundante fue construido por un tercero, tal vez un Toggenburgo, de Murkart o Hagenbuch noble. Si ese fue el caso, ya que perdieron influencia en la década de 1220 en el bajo Murgtal, los Kyburg y más tarde los Habsburgo se expandieron a la región y obtuvieron el control de los derechos y el castillo de Reichenau.
La ciudad se integró en el Habt Amt de Kyburg. En 1374, los Habsburgo otorgaron el derecho de juicio de todo Thurgau (que luego incluía a San Galo) al duque de Frauenfeld. En el siglo XIV, el castillo se convirtió en el centro administrativo de los Habsburg Amt de Frauenfeld. Mientras los Habsburgo buscaban consolidar su posición en el Thurgau, concedieron el castillo a una de las familias más importantes de la nobleza de los Habsburgo, los Landsbergers. Ocuparon el cargo hasta 1534. Entre 1415 y 1442 la ciudad estuvo bajo los auspicios de un gobernador provincial imperial. Después de 1442, cayó temporalmente bajo control austriaco, luego, en 1460, la Confederación Suiza capturó al Thurgau (incluido Frauenfeld).

### Parte de la confederación suiza

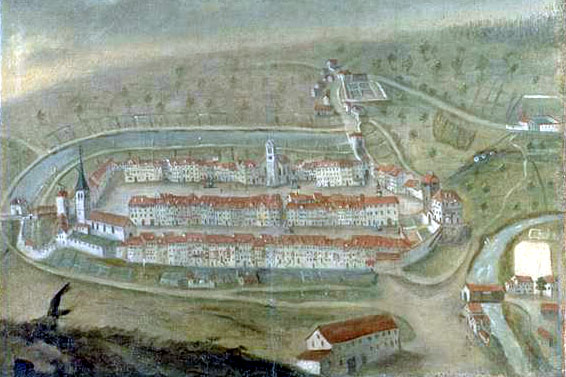
Frauenfeld ante el incendio de 1771.

Frauenfeld había sido un centro político bajo los Habsburgo de Austria. Bajo la Confederación, creció hasta el centro desde el cual los Confederados manejaron todo el Thurgau. Entre 1500/15 y nuevamente en 1712, Frauenfeld fue el sitio de la asamblea de la Dieta Federal. Después de 1499 fue también el hogar de un tribunal de la Confederación. Después de 1504, la ciudad fue la residencia del gobernador de Thurgau, y después de 1532 vivió en el castillo. Otros lugares estaban directamente subordinados.
A medida que la ciudad creció en importancia, las casas alrededor del castillo se convirtieron en una ciudad débilmente fortificada. La ciudad estaba separada por una muralla y un foso del castillo. Las casas de madera estaban agrupadas en torno a las dos calles longitudinales y cruzadas, pero faltaba una plaza de la ciudad u otro espacio grande y abierto. El castillo y Niedertor (puerta de la ciudad) y el Strasshof dominaron la esquina suroeste, mientras que la iglesia y Oberturm (torre superior) estaban en la esquina noroeste. El llamado stock de Gachnanger estaba en el noreste y el Spiegelhof con Holdertor (puerta de la ciudad) en la esquina sureste. En el siglo XV, la ciudad fue fortificada lentamente, pero incluso en 1460 las filas exteriores de casas no estaban protegidas por las murallas. En el siglo XVI, la mayoría de las casas de la ciudad fueron construidas con piedra. Los dos incendios de la ciudad de 1771 y 1788 destruyeron casi todas las casas, de modo que la cara actual de la ciudad antigua data de finales del siglo XVIII.
La reforma protestante afectó a la ciudad. Aunque en 1531 solo unos 70 católicos vivían en la ciudad, los Cantones Católicos ayudaron a administrar Frauenfeld y el resto del Thurgau. La membresía católica en el consejo municipal nunca cayó por debajo del 33% y las dos denominaciones alternaron nombrando alcaldes. Para los asuntos de la iglesia siempre existió un Protestante y un Gran Concilio Católico y un Consejo Menor, que supervisaron las dos escuelas en la ciudad. La iglesia de la ciudad y la iglesia en Oberkirch fueron inicialmente iglesias simultáneas. El pastor protestante fue nombrado por los propios protestantes de la ciudad después de 1537. Sin embargo, no fue hasta 1645 que los protestantes tenían su propia iglesia.
El castillo de Frauenfeld es un ejemplo de arquitectura barroca y clásica tardía. El Rathaus data del segundo período de prominencia de Frauenfeld en el siglo XVIII. A partir de 1712, la reunión de Swiss Eidgenossen tuvo lugar alternativamente en Frauenfeld y Baden. En 1742, esta reunión tomó a Frauenfeld como su lugar de reunión habitual.

### Fin del antiguo régimen

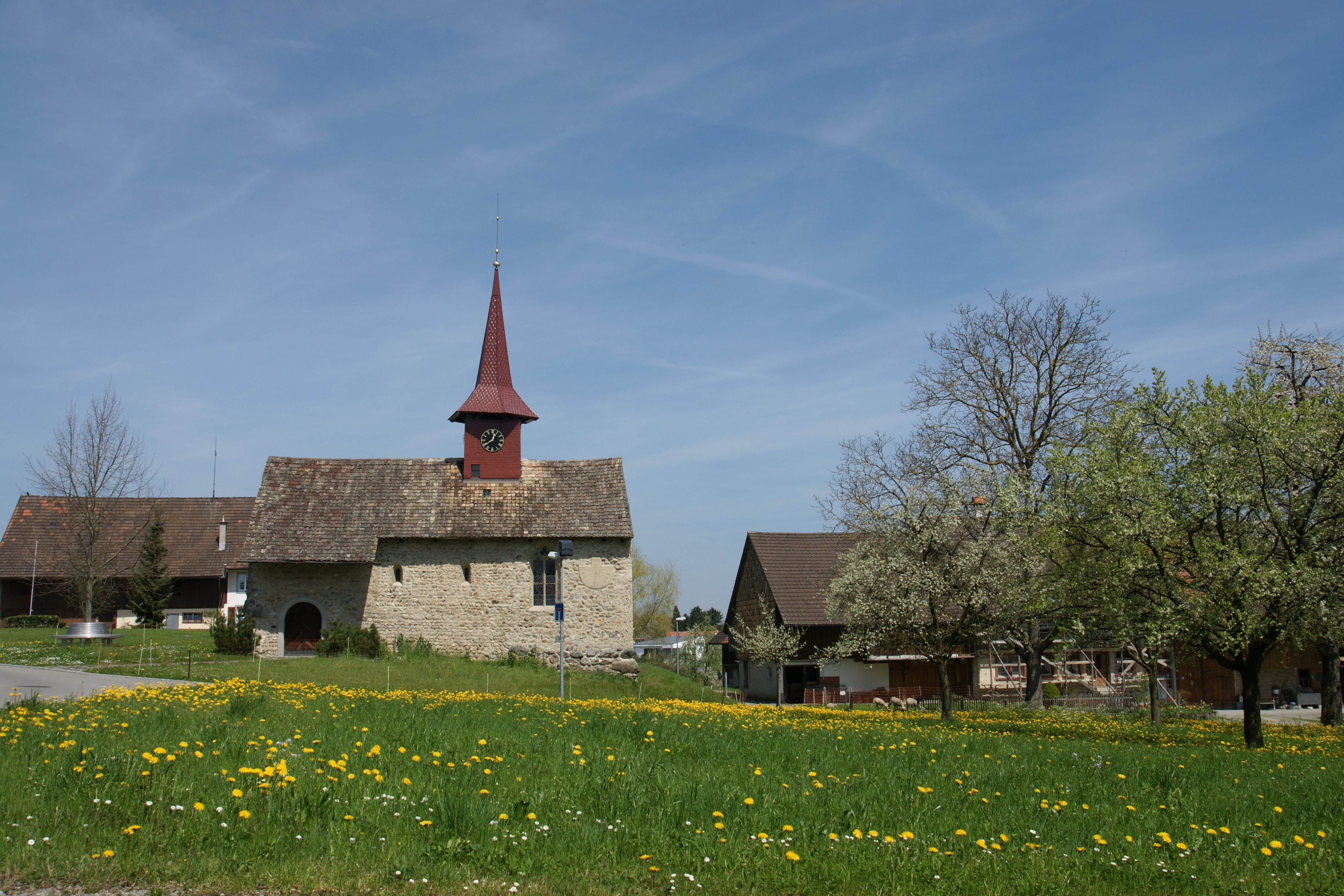
El pueblo de Gerlikon se unió a Frauenfeld en 1998.

Tras la invasión francesa de la Confederación, Thurgau se creó como un cantón completo en la República Helvética. La nueva constitución de 1798 estableció a Frauenfeld como la capital del nuevo cantón. Sin embargo, la elección de Frauenfeld fue controvertida. Se consideraron las ciudades de Winterthur y Constanza, pero la principal alternativa a Frauenfeld fue Weinfelden. Mientras Frauenfeld estaba cerca de la frontera con Zúrich, Weinfelden se encuentra en el centro geográfico del cantón. Frauenfeld fue la capital cuando Thurgau estaba bajo el control de la Confederación, mientras que Weinfelden era un líder en el movimiento de la Libertad de Thurgau. Aunque Frauenfeld finalmente se mantuvo como la capital, desde 1832 el parlamento cantonal se ha reunido semestralmente en Frauenfeld y Weinfelden.
En 1800, la capacidad de mudarse a la ciudad se otorgó a cualquiera, y en 1807 el derecho a convertirse en ciudadano también se abrió a todos. Entre 1808 y 1834 las murallas de la ciudad fueron demolidas. En 1807, se fundó la compañía de casinos y en 1808 se abrió la sociedad de hombres de negocios. En 1810, la asociación de Constable se restableció después de que se cerró en 1798. En 1798, se abrió Wochenblatt für den Kanton Thurgau (Weekly Journal para el cantón de Thurgau). En 1809 cambió su nombre a Thurgauer Zeitung, un artículo que todavía se está publicando. Entre 1813 y 1816, Bernhard Greuter, que había establecido una sucursal de Islikoner Textilfärberei (fábrica de teñido textil Islikon) en Frauenfeld en 1805, llenó el foso y creó el paseo marítimo, un símbolo del establecimiento de un lugar público burgués de la ciudad.
En 1919, los municipios de Langdorf, Kurzdorf, Huben, Herten y Horgenbach se convirtieron en parte de Frauenfeld. En 1998, se incorporaron Gerlikon, Schönenhof y Zelgli.

## Transportes
Ferrocarril
Hay una estación de ferrocarril situada en el centro de la ciudad en la que paran trenes de larga distancia, regionales y de la red de cercanías S-Bahn Zúrich. Por la estación pasan las siguientes líneas ferroviarias:
- Línea SBB-CFF-FFS Zúrich - Winterthur - Frauenfeld - Romanshorn
- Línea Frauenfeld - Wil

Carreteras
- autopista A7,  Frauenfeld West y Frauenfeld Ost.
- autopista A1,  Matzingen/Frauenfeld Süd.

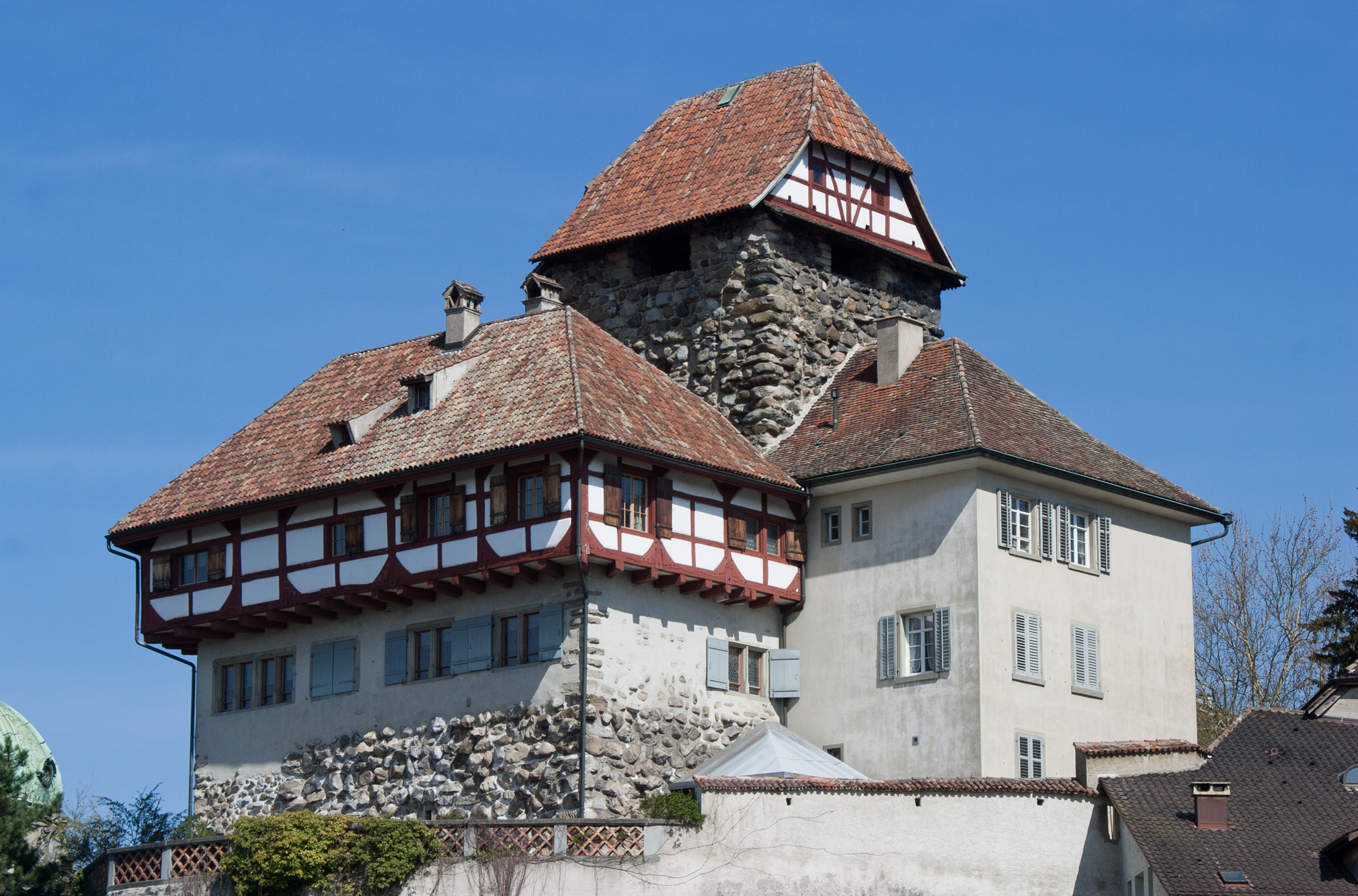
Castillo de Frauenfeld.

## Personajes
- Corinne Hofmann, escritora
- Walter Rudolf Hess, premio Nobel

## Ciudades hermanadas
- Kufstein.